# Lepanthes triangularis
Lepanthes triangularis är en orkidéart som beskrevs av Carlyle August Luer. Lepanthes triangularis ingår i släktet Lepanthes och familjen orkidéer. Inga underarter finns listade i Catalogue of Life.